# Zehnkampf-Länderkampf der Männer 1963 BR Deutschland – Jugoslawien
| 1. Leichtathletik-Länderkampf mit bundesdeutscher Beteiligung 1963 | 1. Leichtathletik-Länderkampf mit bundesdeutscher Beteiligung 1963 |                           |
| ------------------------------------------------------------------ | ------------------------------------------------------------------ | ------------------------- |
|                                                                    |                                                                    |                           |
| Zehnkampf-Vergleich der Männer: BR Deutschland – Jugoslawien       |                                                                    |                           |
| Austragungsort                                                     | Bad Reichenhall                                                    |                           |
| Wettbewerbe                                                        | 1                                                                  |                           |
| Datum                                                              | 1./2. Juni 1963                                                    |                           |
| 1. FRG 2. YUG                                                      | 16 Punkte 06 Punkte                                                |                           |
| Chronik                                                            |                                                                    |                           |
| ← letzter LK 1962: 00INDI-FRG (M)                                  | FRG-YUG 5kampf (Frauen) →                                          | FRG-YUG 5kampf (Frauen) → |

Im ersten Vergleich des Länderkampfjahres 1963 trugen die bundesdeutschen Männer ihren ersten Zehnkampf mit Jugoslawien aus. Durchgeführt wurde die Veranstaltung am 1./2. Juni in Bad Reichenhall. Auch die Frauen bestritten gemeinsam mit den Männern in getrennter Wertung einen Mehrkampf-Vergleich mit Jugoslawien.

## Wettbewerbe und Modus
Es wurde festgelegt, dass jede Nation fünf Zehnkämpfer stellt, von denen vier gewertet werden sollten. Das Team aus Jugoslawien erschien jedoch nur mit drei Vertretern, sodass nur je drei Athleten gewertet wurden. Die bundesdeutsche Mannschaft trat mit der vollen Mannschaft von fünf Aktiven an, von denen drei in die Wertung kamen. Der Zehnkampf wurde nach der Punktetabelle von 1952 gewertet. Die Länderkampfpunkte wurden nach folgendem Schema verteilt: 1. Platz: 7 P / 2. Platz: 5 P / 3. Platz: 4 P / …

## Ergebnis
Die fünf bundesdeutschen Zehnkämpfer lagen am Ende alle vor den drei Athleten aus Jugoslawien. So gewann die Bundesrepublik Deutschland diese Begegnung mit der maximalen Punktzahl, das Endresultat lautete sechzehn zu sechs Punkte für Deutschland.

## Legende
Kurze Übersicht zur Bedeutung der Symbolik – so üblicherweise auch in sonstigen Veröffentlichungen verwendet:
| k. A. | keine Angabe |

### Zehnkampf
| Platz | Name               | Nation | Punkte | 100 m  | Weit- sprung | Kugel- stoßen | Hoch- sprung | 400 m  | 110 m Hürden | Diskus- wurf | Stabhoch- sprung | Speer- wurf | 1500 m     |
| ----- | ------------------ | ------ | ------ | ------ | ------------ | ------------- | ------------ | ------ | ------------ | ------------ | ---------------- | ----------- | ---------- |
| 01    | Werner von Moltke  | FRG    | 7856   | 10,8 s | 7,31 m       | 15,91 m       | 1,76 m       | 50,6 s | 14,8 s       | 48,55 m      | 3,80 m           | 58,39 m     | 4:46,6 min |
| 02    | Hans-Joachim Walde | FRG    | 7791   | 10,8 s | 7,47 m       | 14,40 m       | 1,85 m       | 49,8 s | 14,8 s       | 41,82 m      | 3,90 m           | 69,22 m     | 4:45,6 min |
| 03    | Willi Holdorf      | FRG    | 7711   | 10,6 s | 7,02 m       | 14,28 m       | 1,76 m       | 48,9 s | 15,0 s       | 43,80 m      | 4,99 m           | 56,08 m     | 4:36,5 min |
| 04    | Wolfgang Heise     | FRG    | 7276   | 11,1 s | 6,75 m       | 13,90 m       | 1,76 m       | 50,0 s | 15,1 s       | 39,42 m      | 3,90 m           | 62,48 m     | 4:31,7 min |
| 05    | Manfred Pflugbeil  | FRG    | 7078   | 10,9 s | 6,82 m       | 13,74 m       | 1,82 m       | 50,1 s | 15,1 s       | 40,58 m      | 3,60 m           | 52,84 m     | 4:35,3 min |
| 06    | Mirko Kolnik       | YUG    | 6848   | 10,7 s | 6,7ß m       | 14,38 m       | 1,73 m       | 51,7 s | 15,7 s       | 41,92 m      | 4,40 m           | 52,81 m     | k. A.      |
| 07    | Branko Slabinac    | YUG    | 5760   | 11,8 s | 6,53 m       | 12,06 m       | 1,65 m       | 55,0 s | 16,5 s       | 33,79 m      | 4,00 m           | 62,00 m     | 5:02,2 min |
| 08    | Pavle Malesev      | YUG    | 5604   | 11,4 s | 7,38 m       | 11,14 m       | 1,70 m       | 51,3 s | 15,8 s       | 27,79 m      | 3,20 m           | 42,99 m     | 5:04,0 min |